# وام اقساطی
وام اقساطی نوعی توافق یا قرارداد است که در طی زمان و در قالب چندین پرداخت زمان‌بندی شده، بازپرداخت می‌شود. وام مسکن نوعی وام اقساطی است.